# Cargolux

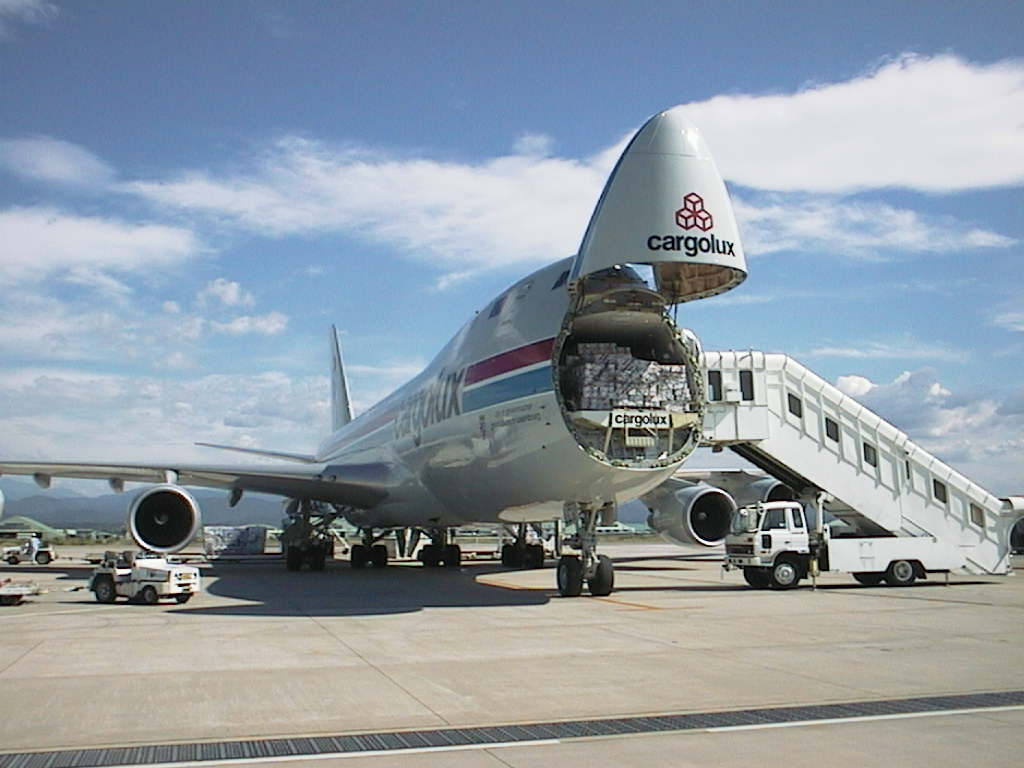
En av Cargolux Boeing 747-400F.

Cargolux Airlines International S.A. är ett flygfraktsbolag. Cargolux har över 45 års erfarenhet och är idag rankad bland de 10 största inom flygfrakten beräknat på antal ton skeppat under ett år. 
Cargolux har en flotta på 26 stycken Boeing 747 i olika versioner.
Hubben är belägen i Luxemburg och frakthanteringen sköts av Luxair, som äger nästan 35% av aktierna. Idag sitter Ulrich Ogiermann som President & CEO för Cargolux Airlines International S.A.